# Wasserwerk Mußbach
Das Wasserwerk Mußbach ist ein Bauwerk in Neustadt an der Weinstraße. Es steht unter Denkmalschutz.

## Lage
Das Bauwerk befindet sich im Gimmeldinger Tal innerhalb der Waldgemarkung des Ortsbezirks Gimmeldingen, dessen Siedlungsgebiet rund anderthalb Kilometer östlich beginnt, etwas oberhalb des namensgebenden Mußbachs, im Distrikt Kälberstall am Ostfuß des Weinbiet. Zwischen dem Wasserwerk und dem Mußbach verläuft die Hainstraße, die die ehemalige, mittlerweile zurückgestufte Kreisstraße 13 bildete. Rund 100 Meter weiter oberhalb des Flusses befindet sich die Talmühle.

## Bauwerk
Beim Wasserwerk Mußbach handelt es sich um einen zweigeschossigen Eingangsbau über einer vorgelagerten Terrasse. Er ist mit der Jahreszahl 1899 bezeichnet.

## Geschichte
Das Wasserwerk wurde 1899 errichtet und zwischenzeitlich stillgelegt. Sein Überlauf fließt mittlerweile in den Mußbach.